# Монастир Язак
Монастир Язак (серб. Манастир Јазак) — монастир Сербської православної церкви, один з монастирів Фрушка-Гори.
За два кілометри на північ від монастиря знаходяться залишки монастиря Старі-Язак. За переказами, його заснував деспот Іоанн Бранкович, син святого Стефана та святої Ангелини. Був присвячений Введенню до храму Пресвятої Богородиці. Про монастир Старі-Язак перша письмова згадка датується 1522 роком.
Про життя монастиря у XVII столітті нічого не відомо. Вважається, що він запустів. Оновлено монастир після Великого переселення сербів з Косова і Метохії в 1690.
У 1705 монах Христофор привіз із Неродимлі мощі царя Уроша, внаслідок чого Язак став об'єктом паломництва для сербів не лише Срема, а й інших областей.
У 1736 почалося будівництво нової монастирської церкви.
7 червня 1758 нову церкву освятив митрополит Павло (Ненадович).
У 1920–1927 роках у монастирі знаходилася чудотворна Курська Корінна ікона Божої Матері, яка залишила Росію з армією генерала Врангеля.